# Petřvald (district de Karviná)
Pour les articles homonymes, voir Petřvald.
Petřvald (en polonais : Pietwałd ; en allemand : Peterswald ) est une ville du district de Karviná, dans la région de Moravie-Silésie, en République tchèque. Sa population s'élevait à 7 407 habitants en 2024.

## Géographie
Petřvald se trouve à 10 km à l'est du centre d'Ostrava, à 12 km à l'ouest-sud-ouest de Karviná et à 292 km à l'est de Prague.
La commune est limitée par Rychvald au nord, par Orlová à l'est, par Havířov et Šenov au sud, et par Ostrava à l'ouest.

## Histoire
La première mention écrite de la ville date de 1305.

## Patrimoine
Patrimoine religieux

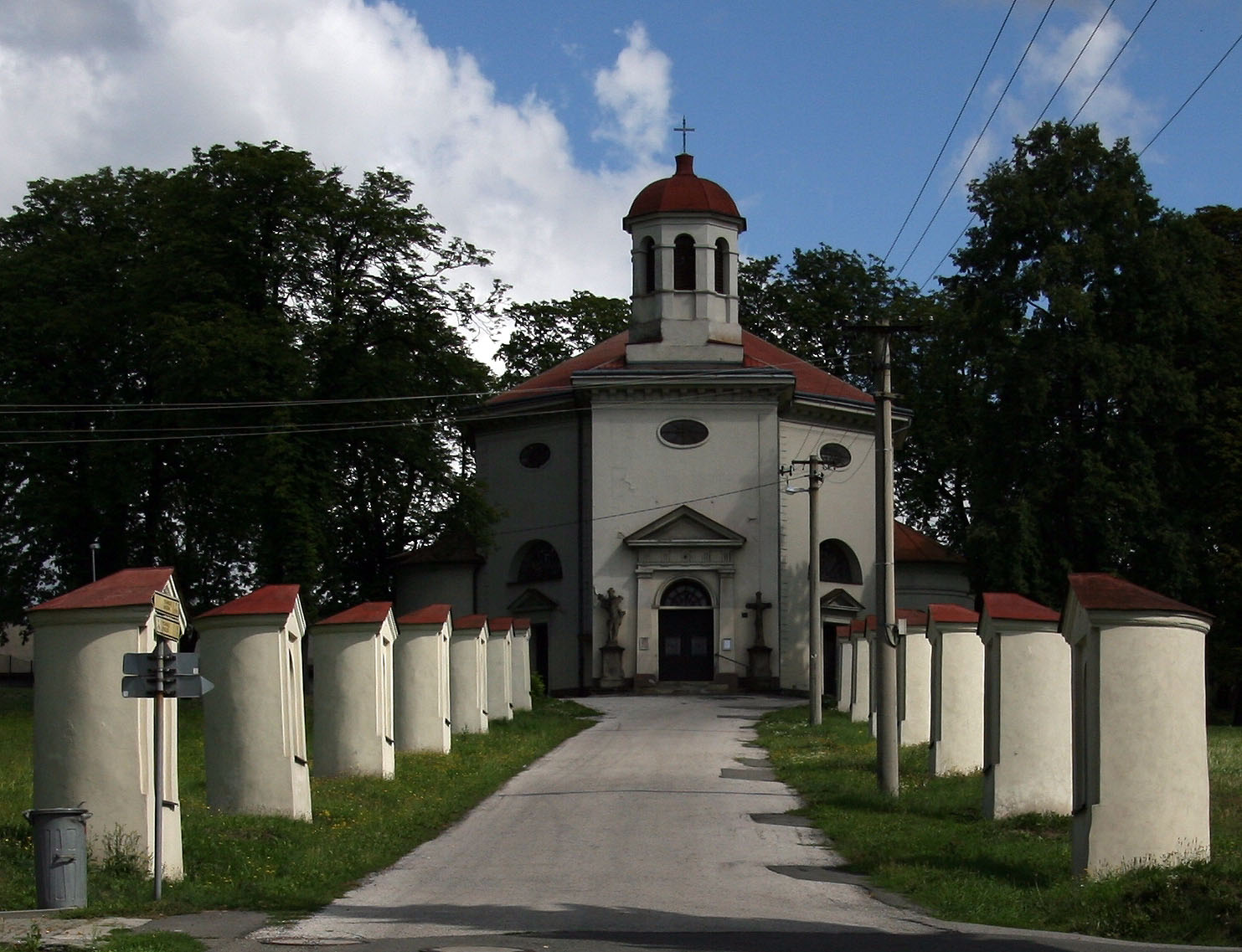
Église Saint-Henri.
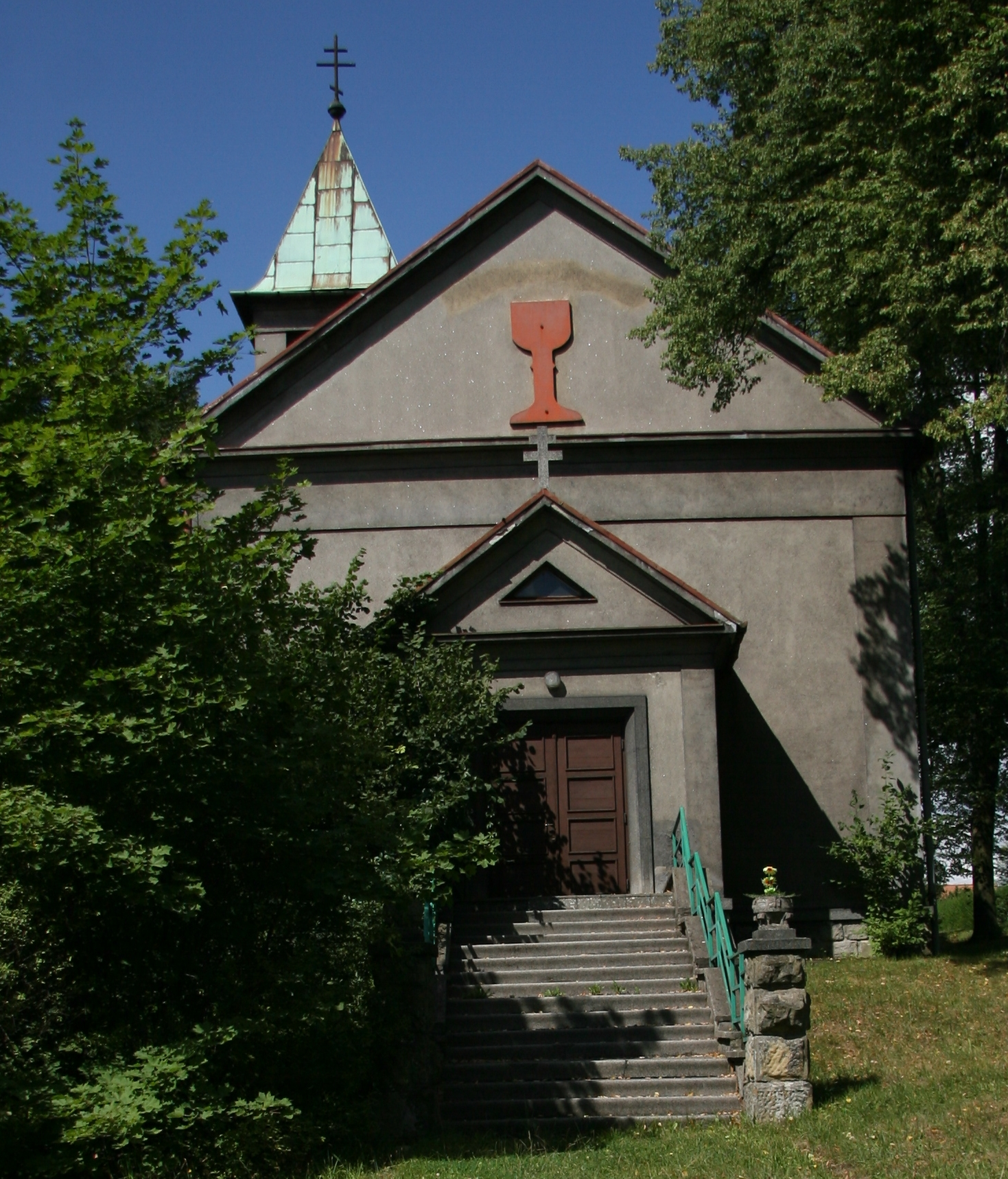
Église hussite.
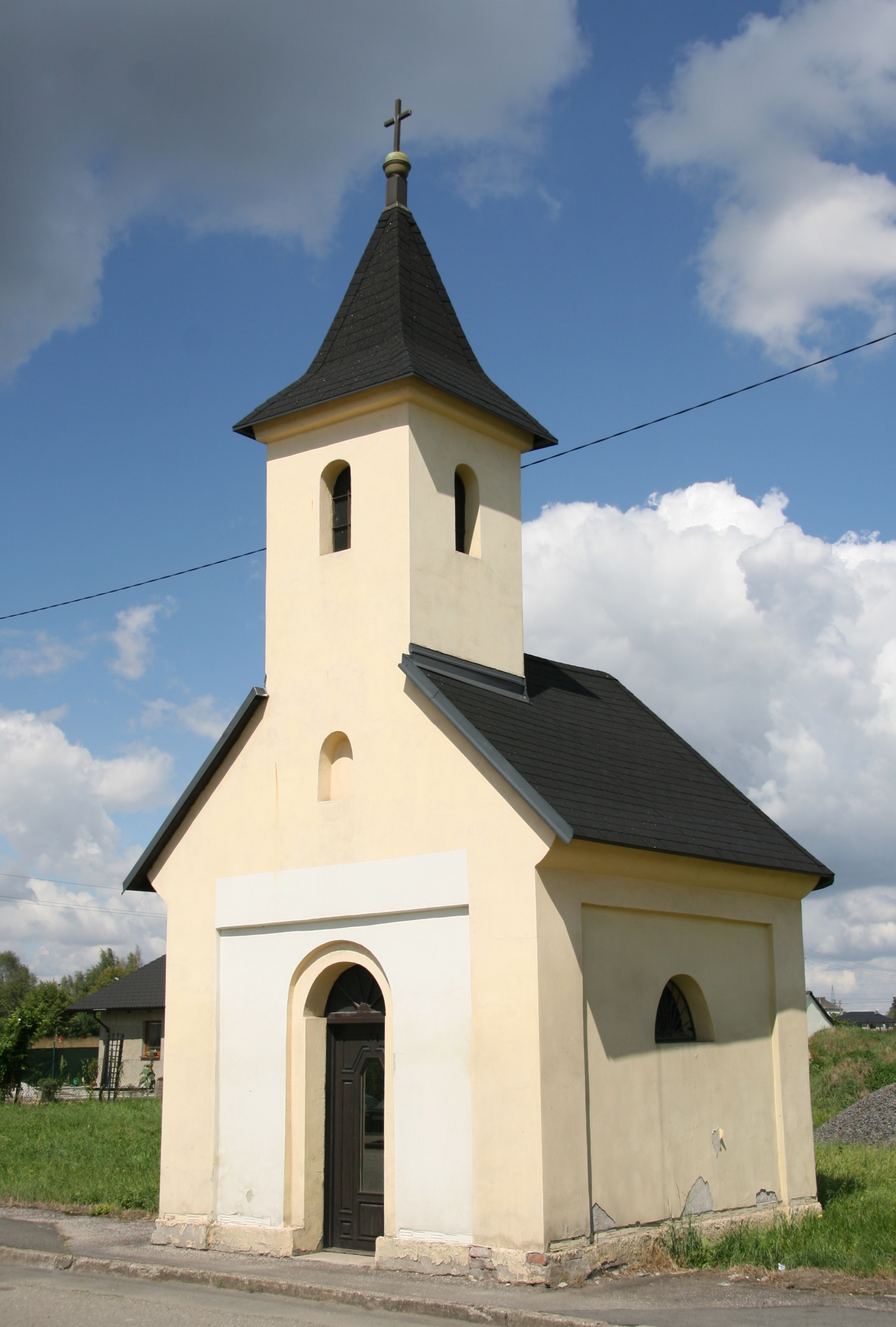
Chapelle.

## Transports
Par la route, Petřvald se trouve à 4 km d'Orlová, à 17 km de Karviná, à 9 km d'Ostrava et à 363 km de Prague.

## Jumelages
- Jasienica (Pologne) depuis 2002
- Strumień (Pologne) depuis 2002